# ريانويد

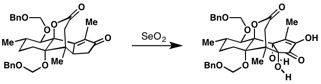
ريانودول

ريانويد هي فئة من المبيدات الحشرية التي تشترك في نفس آلية العمل مثل ريانودين شبه القلوي وهو مبيد حشري طبيعي يتم عزله من ريانيا سبيسيوسا.
يشمل الريانويد المواد الكيميائية الطبيعية التي ترتبط ارتباطًا وثيقًا بالريانودين، مثل ريانودول و 921-ديديهيدروريانودول، وكذلك المركبات الاصطناعية المتميزة كيميائيًا مثل كلورانترانيليبرول (ريناكسيبير) وفلوبندياميد وسيانترانيليبرول وسيكلانيليبرول والمبيدات الحشرية التيترانيليبرول.
تمارس ريانويد تأثيرها المبيد للحشرات من خلال التفاعل مع مستقبلات ريانودين، وهي نوع من قنوات الكالسيوم. هذا يسبب فقدان وظيفة العضلات مما يؤدي إلى الشلل والوفاة.